# Lipusz (gemeente)
De gemeente Lipusz is een landgemeente in het Poolse woiwodschap Pommeren, in powiat Kościerski.
De gemeente bestaat uit 8 administratieve plaatsen solectwo: Bałachy, Gostomko, Lipuska Huta, Lipusz, Płocice, Szklana Huta, Śluza, Tuszkowy
De zetel van de gemeente is in Lipusz.
Op 30 juni 2004 telde de gemeente 3360 inwoners.

## Oppervlakte gegevens
In 2002 bedroeg de totale oppervlakte van gemeente Lipusz 109,2 km², waarvan:
- agrarisch gebied: 23%
- bossen: 66%

De gemeente beslaat 9,37% van de totale oppervlakte van de powiat.

## Demografie
Stand op 30 juni 2004:
| Omschrijving                   | Totaal | Totaal | Vrouwen | Vrouwen | Mannen | Mannen |
| ------------------------------ | ------ | ------ | ------- | ------- | ------ | ------ |
| eenheid                        | aantal | %      | aantal  | %       | aantal | %      |
| inwoners                       | 3360   | 100    | 1635    | 48,7    | 1725   | 51,3   |
| bevolkingsdichtheid (inw./km²) | 30,8   | 30,8   | 15      | 15      | 15,8   | 15,8   |

In 2002 bedroeg het gemiddelde inkomen per inwoner 1351,53 zł.

## Aangrenzende gemeenten
Dziemiany, Kościerzyna, Parchowo, Sulęczyno, Studzienice